# Terra (satellite)
Pour les articles homonymes, voir Terra.

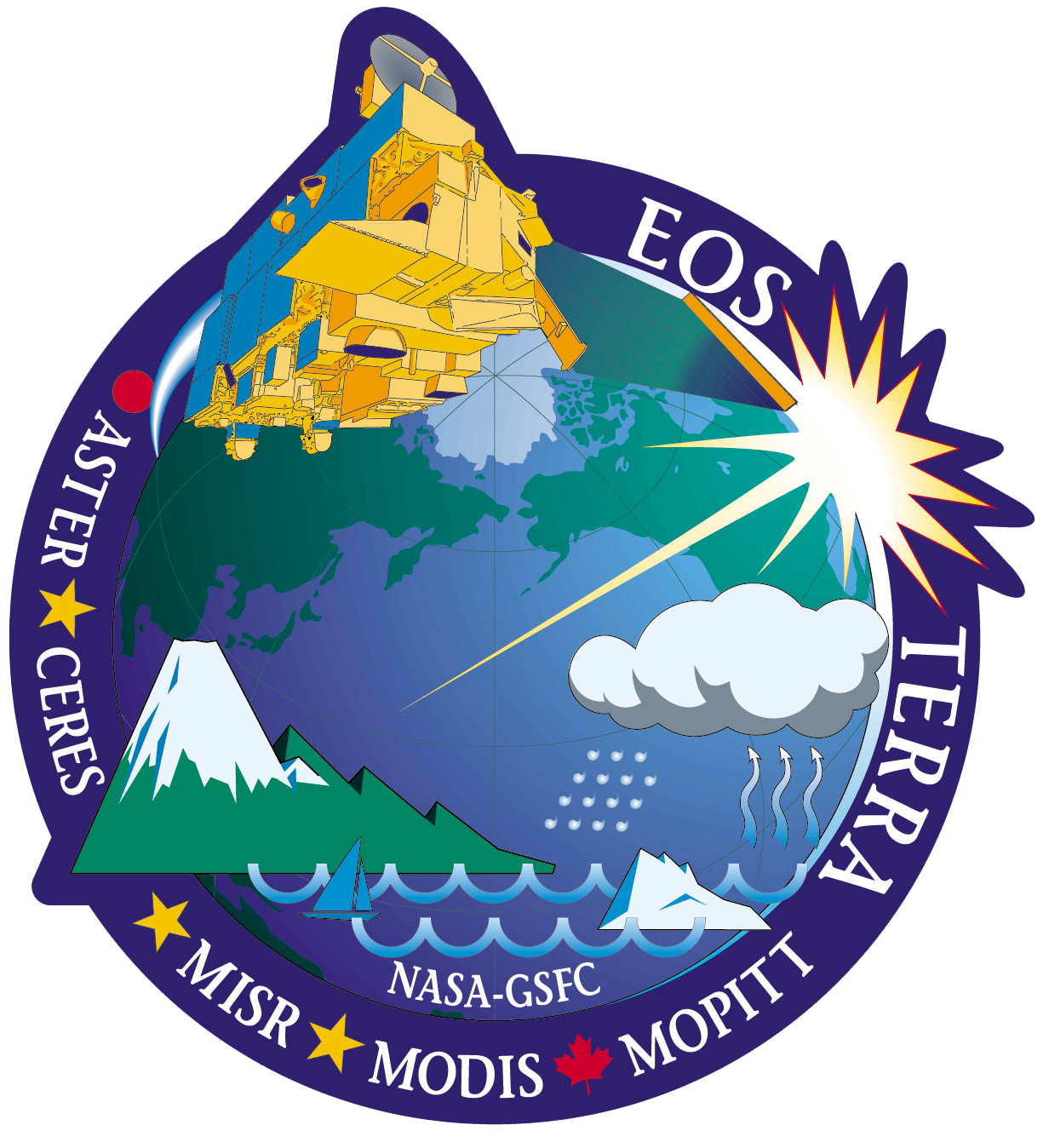
Logo de la mission

Terra (EOS AM-1) est une mission spatiale de la NASA placée en orbite en 1999 dont l'objectif est d'explorer les interactions entre l'atmosphère, les terres, les régions enneigées, la glace et les océans ainsi que la balance énergétique. L'objectif est de comprendre le climat de la Terre et son évolution et de cartographier l'impact de l'activité humaine et des désastres naturels sur les communautés humaines et les écosystèmes. La mission utilise un satellite d'observation de la Terre de grande taille (plus de 5 tonnes), embarquant cinq instruments dont deux développés par le Canada et le Japon. Le satellite a été mis en orbite fin 1999  sur une orbite héliosynchrone et est toujours opérationnel en 2023. Terra fait partie du programme Earth Observing System (EOS)  

## Contexte

### Changement climatique
Le réchauffement climatique, l'élévation du niveau des mers, la désertification, la destruction de la couche d'ozone, les pluies acides, la diminution de la biodiversité sont autant d'exemples de changements environnementaux qui touchent de manière croissante la planète. Le bien-être de l'humanité repose de plus en plus sur notre capacité à comprendre les facteurs à l'origine de ces phénomènes de manière à pouvoir prédire leurs impacts futurs et prendre les mesures appropriées permettant de prévenir une aggravation de la situation. C'est ainsi que les recherches scientifiques sur l'ozone stratosphériques dans les années 1970 ont débouché en 1987 sur le protocole de Montréal imposant la suppression de l'utilisation des CFC dans le but de stopper la destruction de la couche d'ozone. 

### Création du programme EOS
Ce constat est à l'origine d'une initiative du président des Etats-Unis approuvée par le Congrès américain qui a débouché sur la création en 1990 par la NASA du Earth Science Enterprise (ESE) destiné à mieux comprendre les changements environnementaux en réalisant des mesures à l'aide d'instruments installés à bord d'engins spatiaux, installés au sol et aéroportés. ESE constitue la contribution de la NASA à un programme américain plus global l'U.S. Global Change Research Program (USGCRP). Le programme Earth Observing System (EOS) constitue le cœur de l'ESE. Ses objectifs sont de déterminer l'étendue, l'origine et les conséquences régionales des changements climatiques globaux. Il étudie le cycle de l'eau et de l'énergie, les océans, la chimie de la troposphère et de la basse stratosphère, l'hydrologie au sol et les processus des écosystèmes, les glaciers et calottes polaires, la chimie des couches moyenne et haute de la stratosphère, la terre solide.

### Développement du programme EOS
Le programme EOS comprend un volet scientifique, un programme de gestion des données collectées et un segment spatial comprenant plusieurs satellites circulant sur une orbite polaire En 1988 la NASA lance un appel à contributions pour la sélection de 30 instruments embarqués et des équipes scientifiques. À la suite de contraintes budgétaires imposées par le Congrès, le programme est restructuré en 1991-1992 et le budget est divisé par deux ce qui entraine l'élimination de l'instrument HIRIS et la réduction du nombre total d'instrument à 17. De plus les satellites voient leur taille revue à la baisse. Le programme subit une nouvelle baisse de budget (9 %) en 1994 qui entraine l'élimination de la mission embarquant un radar et un altimètre laser (deux missions distinctes embarqueront ces instruments par la suite). Ces réductions budgétaires entrainent également un abaissement de la  fréquence des lancements de 5 à 6 ans tandis que certains instruments sont embarqués sur des missions des partenaires de la NASA (NASDA, RKA, CNES, ESA). Certains des instruments sont finalement développés par des partenaires internationaux (instruments ASTER, MOPITT, HSB, OMI) ou dans le cadre d'un partenariat avec le Royaume-Uni (HIRDLS). Il était prévu de développer trois séries de missions : satellites du matin (franchissant la ligne des noeuds le matin), satellites de l'après midi et satellites destinés à l'étude de la chimie de l'atmosphère. En 1999 cette planification est affinée et la construction des satellites suivants est lancée : Landsat-7, QuikSCAT, Terra, ACRIMSat, Aqua, Aura et ICESat. 

### Construction de Terra
Au sein de l'EOS, Terra constitue la principale mission spatiale. La construction du satellite est confiée au constructeur aérospatial américain Lockheed Martin, tandis que le développement des instruments scientifiques est pris en charge par les établissements de la NASA ainsi que des partenaires japonais et canadien. Le cout de développement de la mission est de 1,3 milliard US$ (1999). Ce cout comprend le développement du satellite, son lancement et  les instruments développés par les laboratoires américains. Il ne comprend pas le cout du segment sol et des deux instruments développés par le Japon et les États-Unis. Le cout des opérations est évalué à 120 millions US$ pour les 6 premières années.

## Caractéristiques techniques
Le satellite Terra a une forme parallélépipédique de la taille d'un petit bus (6,8 mètres de long, 3,5 mètres de côté) et a une masse au lancement de 5 190 kg. Sa structure primaire est faite de poutres tubulaires en polymère renforcé de fibres de carbone qui lui confère une bonne rigidité tout en restant légère. Le satellite est stabilisé 3 axes. L'énergie est fournie par des panneaux solaires rassemblés en une seule aile d'une superficie de 45 m² (9 x 5 mètres) déployée en orbite et orientable. Les cellules solaires solaires GaAs/Ge simple jonction fournissent au maximum 7,5 kilowatts en début de mission et 2,53 kW en moyenne. L'énergie est stockée dans une batterie nickel hydrogène comprenant 54 cellules. Les communications sont réalisées en bande Ku et bande S. Les télémesures et les données collectées par les instruments transitent par les satellites TDRS en orbite géostationnaire ce qui permet un transfert continu. Les données sont envoyées à l'aide d'une antenne parabolique orientable déployée au zénith. Les données scientifiques sont transmises en bande Ku avec un débite de 150 mégabits par seconde tandis que les commandes et les télémesures sont échangées en bande S. En fonctionnement normal, le satellite échange des données avec les satellites au cours de deux sessions de 12 minutes par orbite. Le satellite a été conçu pour une durée de vie de 6 ans.

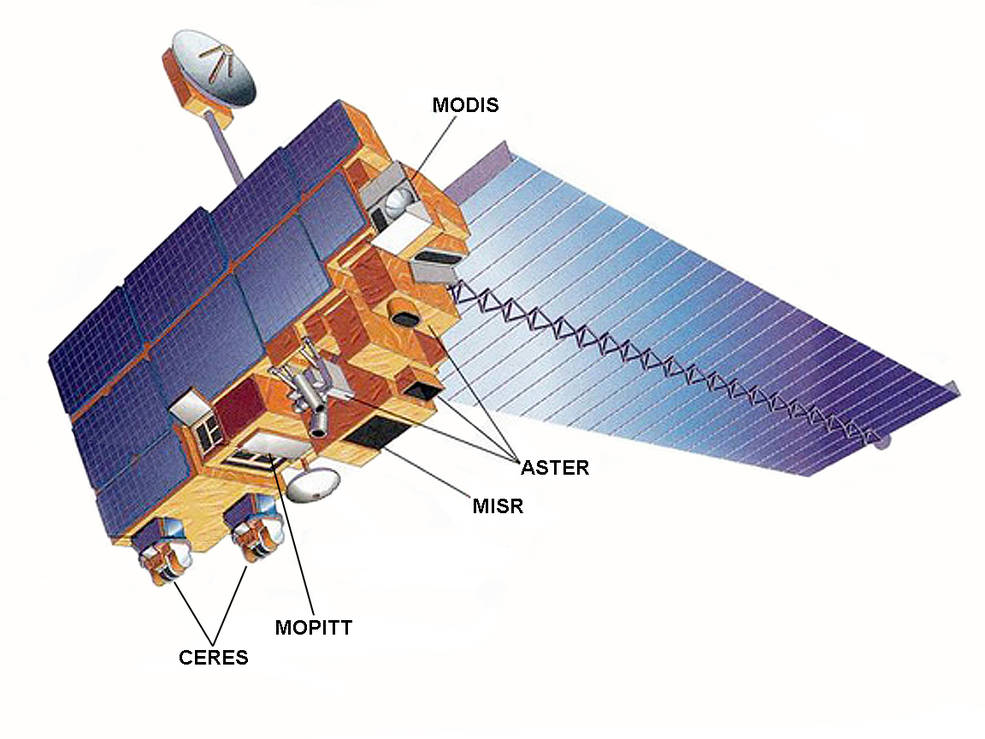
Schéma du satellite Terra avec emplacement des cinq instruments.

## Instruments scientifiques
Terra embarque cinq instruments d'une masse totale de 1155 kg utilisés pour surveiller l'état de l'environnement de la Terre et l'évolution de son climat :

### ASTER
ASTER (Advanced Spaceborne Thermal Emission and Reflection Radiometer) est une caméra qui fournit des images à haute résolution dans 14 bandes spectrales allant de la lumière visible à l'infrarouge thermique. ASTER permet de réaliser des images tridimensionnelles permettant de reconstituer la topographie de la surface. ASTER est le seul instrument de Terra fournissant des images à haute résolution. À ce titre il est utilisé pour étalonner et valider le fonctionnement des autres instruments embarqués par Terra. ASTER est un instrument développé par des centres de recherche japonais dans le cadre d'une coopération mise en place entre la NASA et le Ministère de l'Économie, du Commerce et de l'Industrie japonais (METI). ASTER constitue une nouvelle génération d'instrument qui succède respectivement au Thematic Mapper des satellites américains Landsat et à l'OPS du satellite japonais JERS-1.
ASTER a une masse totale de 421 kg et consomme en moyenne 463 watts et en pic 646 watts. L'instrument est composé de trois sous-systèmes chacun développé par une société japonaise distincte disposant de son propre télescope et fonctionnant dans une bande spectrale dédiée :
- VNIR ( Visible and Near Infrared) recueille des images dans trois bandes spectrales en lumière visible et une bande spectrale dans le proche infrarouge. La résolution spatiale est de 15 mètres. La fauchée (largeur de l'image collectée) est de 60 km. Le télescope peut être orienté de 24° (± 318 km) de part et d'autre de la trace au sol du satellite. Le volume maximum de données collectés est de 62 mégabits par seconde.
- SWIR (Shortwave Infrared) collecte des images dans 6 bandes spectrales du proche infrarouge. La résolution spatiale est de 30 mètres. La fauchée (largeur de l'image collectée) est de 60 km. La ligne de visée de l'instrument peut être pointée de ±8,55°  (± 116 km) de part et d'autre de la trace au sol du satellite à l'aide d'un miroir orientable. Le volume maximum de données collectés est de 23 mégabits par seconde.
- TIR (Thermal Infrared) collecte des images dans 5 bandes spectrales dans l'infrarouge thermique. La résolution spatiale est de 90 mètres. La fauchée (largeur de l'image collectée) est de 60 km. La ligne de visée de l'instrument peut être pointée de 8,55° (± 116 km) de part et d'autre de la trace au sol du satellite à l'aide d'un miroir orientable. Le volume maximum de données collectés est de 4,2 mégabits par seconde.

### CERES

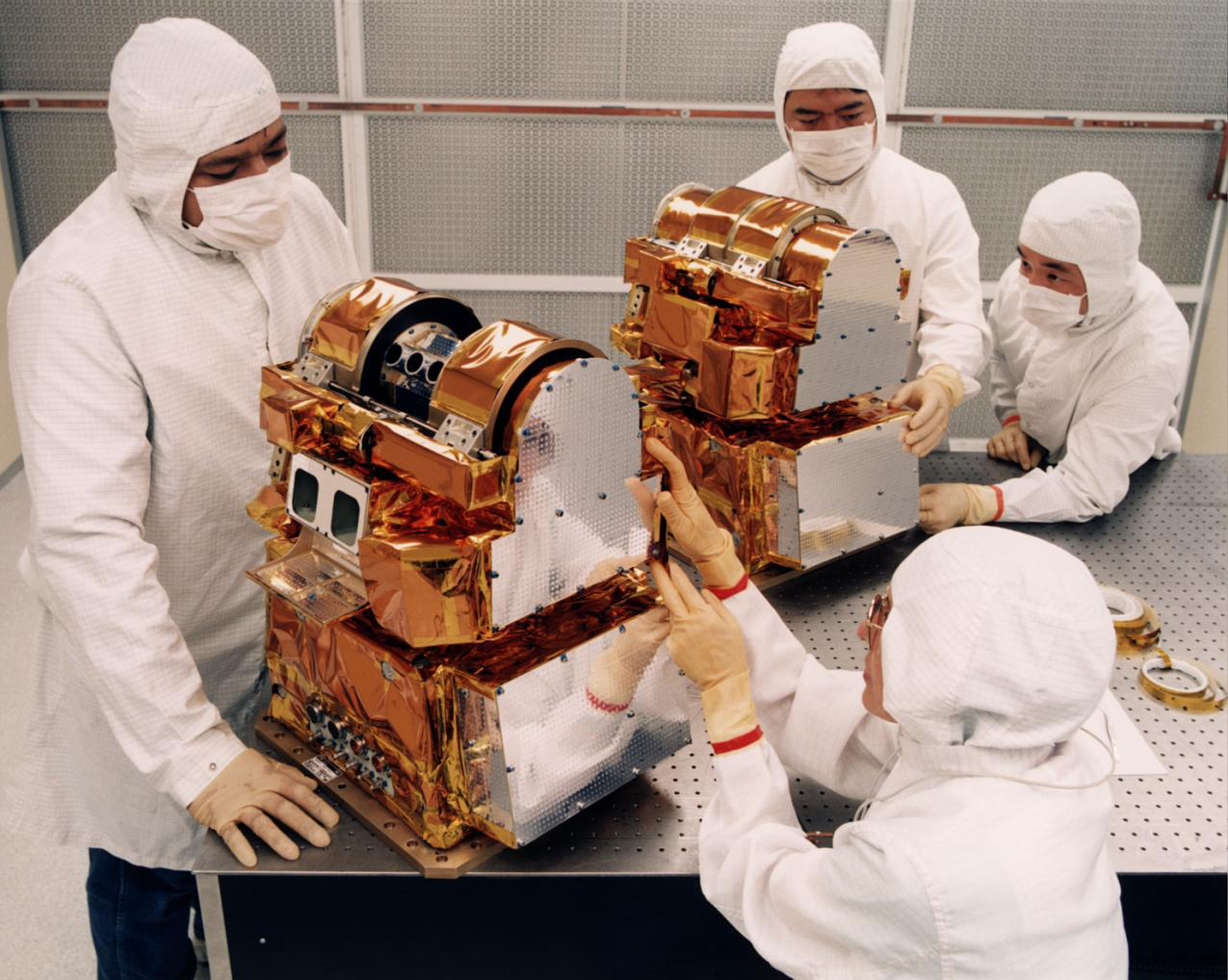
Les deux instruments identiques CERES embarqués à bord de Terra.

CERES (Clouds and the Earth's Radiant Energy System) mesure le bilan radiatif de la Terre et fournit des informations sur les nuages qui permettent de déterminer le rôle de ceux-ci dans les flux radiatifs qui partent de la surface en direction du sommet de l'atmosphère. CERES emporte deux instruments identiques. Le premier collecte des données selon le mode déjà utilisé par les instruments similaires (ERBE et TRMM) pour assurer une continuité par rapport aux mesures effectuées. Le deuxième utilise un mode bi axial, qui fournit des informations plus complètes. 
L'instrument est un radiomètre qui mesure le budget radiatif de la Terre dans trois bandes spectrales : mesure de la lumière du Soleil réfléchie en proche infrarouge et lumière visible (0,3-5 micromètres) avec une précision de 1 %, mesure du rayonnement émis par la Terre y compris la vapeur d'eau dans l'infrarouge lointain (8-12 micromètres), mesure du rayonnement global réfléchi ou émis par le système atmosphère-Terre dans la longueur d'onde 0,35-125 micromètres avec une précision de 0,3 % La résolution spatiale est de 10-20 km au nadir. L'instrument comprend un télescope de type Cassegrain et un détecteur de type bolomètre. Les deux instruments ont globalement une masse de 100 kg et consomment 103 Watts. Ils génèrent ensemble 20 kilobits de données par seconde. La durée de vie prévue est de 6 ans.   
CERES est développé par le centre de recherche Langley, un des établissements de la NASA qui détient une forte expertise sur le sujet acquise en réalisant la première version de CERES embarqué à bord de  Tropical Rainfall Measuring Mission (TRMM) lancé en 1997. Des instruments identiques sont également embarqués à bord du satellite Aqua (2002) développé pour le programme EOS, de Suomi NPP (2011) et de JPSS-1 (2017).  

### MISR
MISR (Multi-angle Imaging SpectroRadiometer) fournit des images des aérosols, des nuages et des caractéristiques de la surface sous plusieurs angles. Il utilise 9 caméras de type pushbroom (en) qui filment de manière continue le sol sous différents angles et dans quatre longueurs d'onde distinctes en lumière visible et proche infrarouge (0,446, 0,558, 0,672 et 0,866 µm). La fauchée globale est de 360 km. La résolution spatiale, modifiable par envoi de commandes depuis le sol, est comprise entre 275 et 1100 mètres. L'instrument peut fonctionner dans deux modes : prise d'image continue avec une résolution de moyenne et ou prise d'images de régions sélectionnées de 300 x 300 kilomètres avec une résolution élevée. L'instrument développé par le Jet Propulsion Laboratory a une masse de 148 kg et ses dimensions sont de 0,9 m x 0,9 m x 1,3. Il consomme en moyenne 83 Watts et en pic 131 Watts. Il génère jusqu'à 9 mégabits de données par seconde.

### MODIS

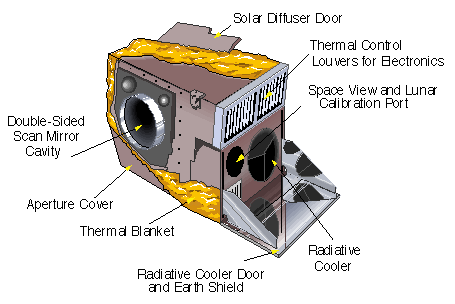
Schéma de MODIS.

MODIS (Moderate-resolution Imaging Spectroradiometer)  est un  imageur à résolution modérée pour mesurer les propriétés des nuages et les flux d'énergie radiative. Il note en plus les propriétés des aérosols, la couverture et le changement d'utilisation des sols ainsi que la détection des incendies et des éruptions volcaniques. Il enregistre  des données dans 36 bandes spectrales allant de 0,4  à   14,4 μm  avec une résolution spatiale de 250 m à 1 km. Ensemble, les différents spectromètres prennent une image complète de la Terre tous les 1 ou 2 jours. MODIS est conçu pour fournir des mesures à grande échelle de phénomènes globaux, tels que les variations de la couverture nuageuse terrestre, le bilan radiatif, et différents processus se passant dans les océans, sur le sol, et dans la basse atmosphère. L'instrument a été également installé à bord du satellite Aqua autre mission du programme Earth Observing System de la NASA.

### MOPITT
MOPITT (Measurements of Pollution in the Troposphere) mesure la pollution dans la troposphère. Il effectue en particulier des mesures globales du monoxyde de carbone. L'instrument est le premier à utiliser la technique de spectroscopie par corrélation gazeuse. L'instrument mesure le rayonnement infrarouge émis et reçu par l'atmosphère. Il restitue le profil de monoxyde de carbone dans la troposphère (par couche de 4 kilomètres d'épaisseur) avec une précision de 10 % et la quantité totale de méthane dans l'atmosphére avec une précision de 1 %. La fauchée est de 616 kilomètres et la résolution spatiale est 22x22 kilomètres..  L'objectif est de déterminer comment ces gaz interagissent avec la surface, les océans et les systèmes de biomasse. MOPITT a une masse de 182 kg et il consomme en moyenne 83 Watts et en pic 2432 Watts. L'instrument est fourni par le Canada et construit par la société canadienne COM DEV. Il dérive de l'instrument MAPS (Measurements of Air Pollution from Space) qui a volé dans le cadre de plusieurs missions de la navette spatiale américaine STS-2 en 1981, STS-13 en 1984 et enfin STS-59 et STS-68 en 1994.

## Déroulement de la mission

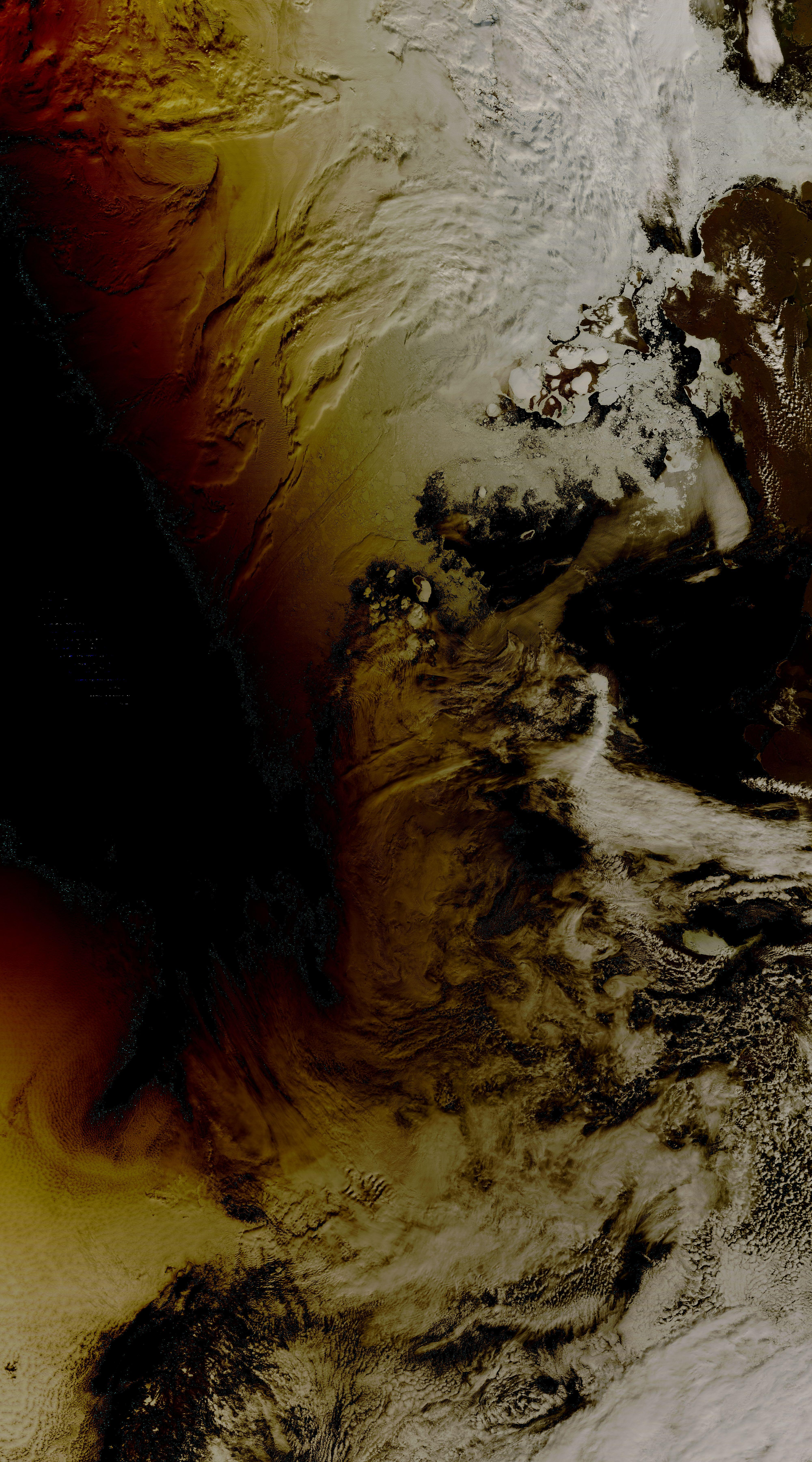
L'éclipse solaire du 1 août 2008 au-dessus de la Russie, la Norvège et l'Océan Arctique vue par Terra.

Terra est mis en orbite le 18 décembre 1999 par un lanceur Atlas-Centaur IAS qui décolle de la base de lancement de Vandenberg. Le satellite est placé sur une orbite héliosynchrone à une altitude de 705 km et avec une inclinaison orbitale de 98,5°. Sa période orbitale est de 99 minutes (16 orbites par jour). Il franchit la ligne des nœuds à 10h30 du matin. Il repasse sur sa trace au sol toutes les 233 orbites. À compter du 1 mars 2001, les satellites Landsat-7, EO-1, SAC-C et Terra forment une constellation circulant sur des orbites proches permettant de disposer d'observations simultanées réalisées par les instruments de ces différents engins spatiaux portant sur la même région à peu près. Mi 2018, 19 ans après son lancement, le satellite et ses cinq instruments restent opérationnels hormis le composant SWIR de l'instrument ASTER. Terra devrait continuer à fonctionner jusqu'en 2025 sur la base de la quantité d'ergols disponible et de l'évolution prévue de l'état des batteries. Dans le cadre d'une évaluation effectuée en 2017 de l'ensemble des missions d'observation de la Terre de la NASA par un comité d'experts scientifiques, la mission a été évaluée comme de très haute importance . 

## Résultats
Terra produit 83 séries de données dont 27 concernent la recherche et la gestion de la surface de la Terre, 22 portent sur l'étude de l'atmosphère, 13 portent sur le cycle de l'eau et les recherches météorologiques et 15 sur le cycle de l'énergie. Enfin 6 types de mesures sont utilisées pour la validation et l'étalonnage d'autres instruments utilisés pour l'étude de la Terre. 